# Erica Lee Carter
Erica Shelwyn Lee Carter, née le 2 février 1980, est une femme politique américaine. Membre du Parti démocrate, elle est élue du 18e district du Texas à la suite d'une élection spéciale durant les élections de la Chambre des représentants de 2024 pour terminer le mandat de sa mère, Sheila Jackson Lee, décédée plus tôt dans l'année. N'étant pas candidate au mandat complet, elle quitte son siège le 3 janvier 2025.

## Biographie
Erica Lee Carter est la fille de la femme politique Sheila Jackson Lee. Elle étudie au lycée à Bellaire avant de faire des études à l'université de Caroline du Nord à Chapel Hill, suivies d'un M.P.P. à l'université Duke. Par la suite, elle travaille dans des associations à but non lucratif et avec des politiques, avant d'être élue membre du conseil du département de l'éducation du comté de Harris en 2013. Elle reste à ce poste jusqu'en 2019.
En juillet 2024, sa mère, alors membre de la Chambre des représentants des États-Unis, décède. Alors que l'ancien maire de Houston Sylvester Turner est choisi comme candidat démocrate pour le mandat complet, Erica Lee Carter se porte candidate pour finir le mandat de sa mère. Lors de l'élection, elle affronte deux républicains dans un district très favorable aux démocrates,.
Lee Carter remporte l'élection et entre en fonction le 12 novembre 2024, pour un mandat d'un peu moins de deux mois.

## Élection
| Candidat         | Parti | Parti       | Voix    | %     |
| ---------------- | ----- | ----------- | ------- | ----- |
| Erica Lee Carter |       | Démocrate   | 146 413 | 67,9  |
| Maria Dunn       |       | Républicain | 47 835  | 22,2  |
| Kevin Dural      |       | Républicain | 21 257  | 9,9   |
|                  |       |             |         |       |
| Total            | Total | Total       | 215 515 | 100,0 |